# 1844年アメリカ合衆国大統領選挙

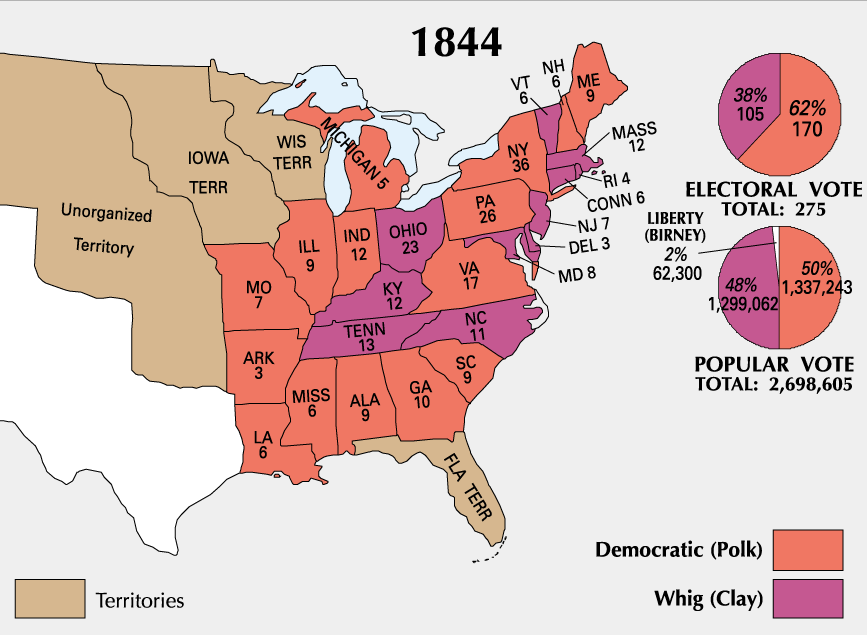
選挙結果の図。赤色がポークとダラス、紫色がクレイとフリーリングハイゼンが勝利した州を示す。数字は各州の選挙人数。

1844年アメリカ合衆国大統領選挙（1844ねんアメリカがっしゅうこくだいとうりょうせんきょ、英語: United States presidential election, 1844）は、1844年11月1日から12月4日にかけて行われたアメリカ合衆国大統領選挙（第15回）。対外政策を巡って民主党のジェームズ・ポークがテキサス併合を訴え、ホイッグ党のヘンリー・クレイがそれに反対する中で接戦となり、ポークが勝利した。
民主党の候補者ポークはアメリカの領土拡張主義、すなわちマニフェスト・デスティニーと呼ばれることになる考えを綱領にして出馬した。民主党はその大統領指名全国党員集会でテキサスの併合を要求し、アメリカ合衆国はオレゴンの「全体」に対する領有権を「明らかに疑いもなく」持っていると主張した。テキサスに関するより議論の多い問題にオレゴン境界紛争を非公式に結びつけることで、民主党は北部の拡張主義者（オレゴン境界についてはより強硬であった）と南部の拡張主義者（奴隷州としてテキサスを併合することにより執着していた）の両方にアピールした。ポークはホイッグ党の候補者クレイに僅差で勝利したが、これはクレイが拡張に反対する立場を採り、経済問題も大きな重要性があるとしていたことも一つの理由であった（民主党のスローガン「54度40分さもなくば戦争」はしばしば誤ってこの選挙に結び付けられるが、これが最初に現れたのは翌年の1845年であった）。
この選挙は異なる州では異なる日付で投票が行われたことでは最後のものであり、次回1848年アメリカ合衆国大統領選挙からは、全州が11月の同じ日に投票を行った。

## 背景
現職の大統領はジョン・タイラーであり、ウィリアム・ハリソンの死によって大統領に昇任していた。タイラーはホイッグ党の推薦で指名されたが、昇任後その政策はホイッグ党とは疎遠となり、現実にホイッグ党は1841年9月13日にタイラーを除名していた。2大政党のどちらも与党とならないままで、タイラーは1844年の選挙では立候補を支援してくれる発展可能な第3の政党を作ろうという解決法を求めた。
タイラーはテキサス併合問題にその糸口を見出した。テキサスが1836年にその独立を達成した時、最初はアメリカ合衆国への併合を求めた。北部州の反対で合衆国はこの要請に応えることを妨げられ、1838年にはテキサスが要請を引っ込めた。タイラーが新しく国務長官にエイベル・アップシャーを指名した1843年までこの問題は引き摺っており、またこの問題を取り上げて併合の交渉を始めた。アップシャーが1844年2月28日に事故で死亡した時は条約がほとんど完成していた。タイラーはアップシャーの後任の国務長官にジョン・カルフーンを指名し、カルフーンが条約を完成させて4月22日に上院に上程した。しかし、カルフーンはイギリス大使リチャード・パケナムに手紙を送ってもおり、その中でイギリスがテキサスに奴隷制を廃止させようとしていることを告発し、南部奴隷制を保護するための防衛的な動きとして併合を正当化していた。カルフーンはこの手紙も上院に上程した。かくして大統領選の運動の季節となり、南部奴隷制に明白に結び付けられたテキサス併合問題は突然最大の問題となってきた。

## 候補者の指名

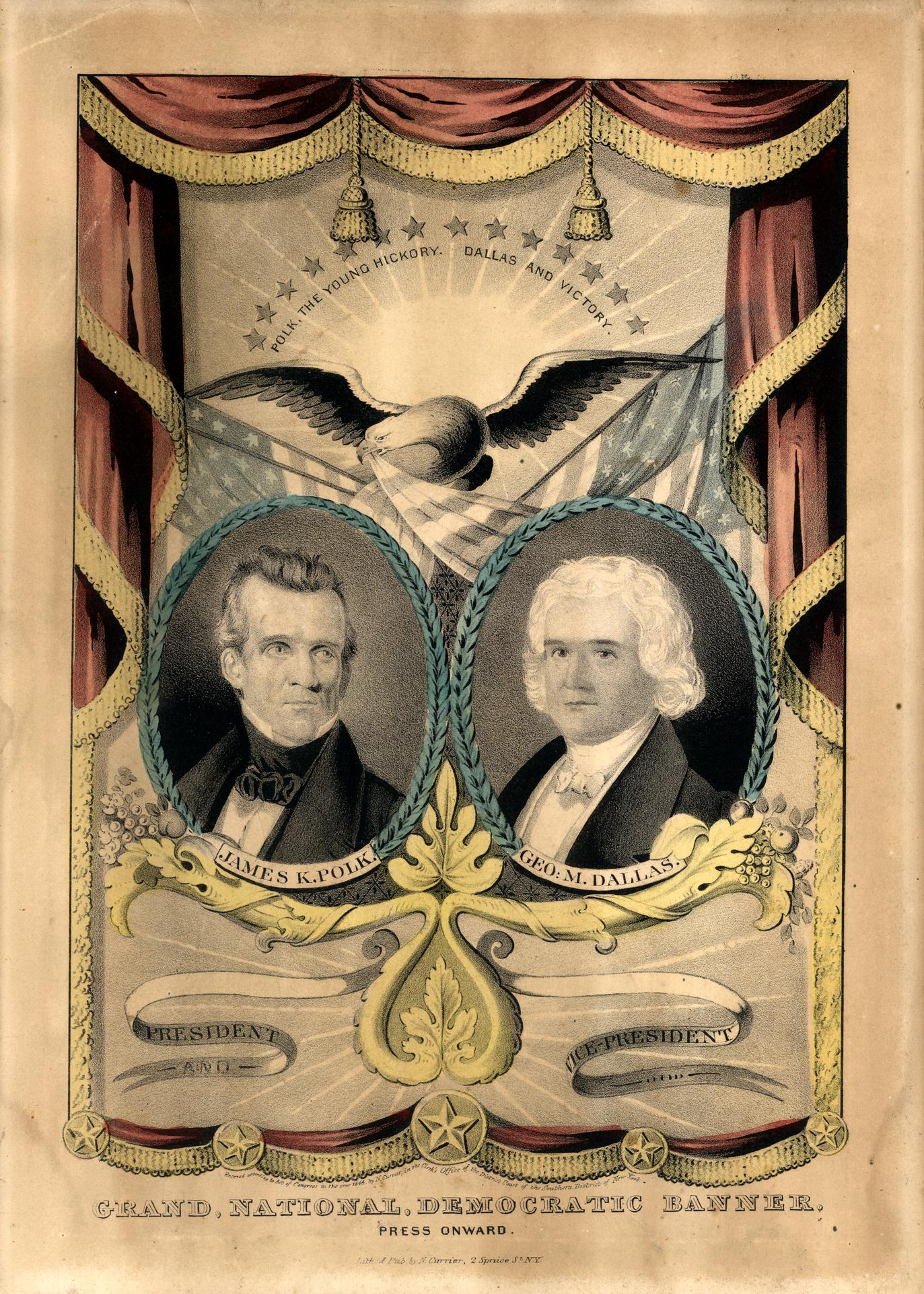
民主党党員集会の旗印

### ホイッグ党の指名
ホイッグ党は5月1日に党員集会を開いた。党の議会における偉大な指導者であるクレイが、以前の2回の大統領選挙で落選したという事実にも拘らず、1回目の投票で指名された。過去2回とはすなわち1824年には民主共和党の候補者としてジョン・クィンシー・アダムズに、1832年には国民共和党の候補者としてアンドリュー・ジャクソンに敗れていた。セオドア・フリーリングハイゼンが副大統領候補として指名された。

### 民主党の指名
民主党は5月27日にボルティモアで党員集会を開いた。
マーティン・ヴァン・ビューレンが僅かに半数を超える代議員を掴んでいたが、テキサスの即時併合に反対する公的な立場が反対派の敵意を増していた。集会の前半で代議員達は綱領と候補者を承認する規則を決めた。ミシシッピ州のロバート・ウォーカーの扇動によって、この集会では、民主党の候補者は指名を受けるために代議員の3分の2の圧倒的多数による賛同を得なければならないという規則に作り変えられた（皮肉なことにこの規則は1832年の大統領選挙で初めて使われ、ヴァン・ビューレンがジョン・カルフーンに勝利して副大統領候補となった）。このことはヴァン・ビューレンの指名には致命的なことになった。あまりに多くの代議員がヴァン・ビューレンに敵意を抱いていることが明らかになり、必要な得票数を確保できないまま、その支持は崩壊した。
最終的に8回目の投票で新しい名前が紹介された。ジェームズ・ポークであった。彼はこの投票でも必要数を確保できなかったが、機運は明らかに彼の方向に向かっており、次の投票で必要な3分の2を勝ち取ったポークは初めて「ダークホース｣の候補者となった。
民主党はサイラス・ライトを副大統領候補に選んだが、ライトが指名を拒否した。この時の投票でライトの次点であったジョージ・ダラスが候補になる提案を受け、ダラスはこれを受けた。
手紙で指名を知らされたポークは、「アメリカ合衆国の大統領職は求められるべきでも謝絶するべきでもないということが守られてきた。わたしはそれを求めたこともないし、もし私の仲間の市民の自発的な投票で贈られたのならば、それを辞退する自由があるとは感じていない」と答えた。

### 国民民主党のタイラーの集会
国民民主党のタイラーの集会は民主党の党員集会と同じ時である5月27日と28日にボルティモアで開催された。集会はタイラーに2期目を務めるよう指名したが、副大統領候補は推薦しなかった。この集会は民主党の党員集会に影響を与えることを期待していた可能性がある。タイラーは当初その機会に執着しており指名を受けた。彼の演説は6月6日の「ニューハンプシャー・パトリオット&ステート・ガゼット」に掲載されたが、この新聞はタイラーの手紙は掲載しなかった。

### 他の候補者指名
ジェイムズ・バーニーは反奴隷制の自由党の候補者として出馬し、一般投票では2.3%、特にマサチューセッツ州、ニューハンプシャー州およびバーモント州では8%以上を獲得した。バーニーが得た票はクレイとポークの得票差よりも多かった。学者の中には、ニューヨーク州の反奴隷制ホイッグ党の中にバーニーを支持する者がいて、この決戦州の結果をポークの側に振ることになったと論じる者もいる。
この選挙には他の候補者として、末日聖徒イエス・キリスト教会の創設者ジョセフ・スミス・ジュニアがおり、シドニー・リグドンを副大統領候補として出馬するつもりだった。その綱領は政府を3分の1削り、憲法によって奴隷制を終わらせることが含まれていた。この試みは1844年6月27日にスミスが殺されることで中断された。

## 一般選挙

### 選挙運動

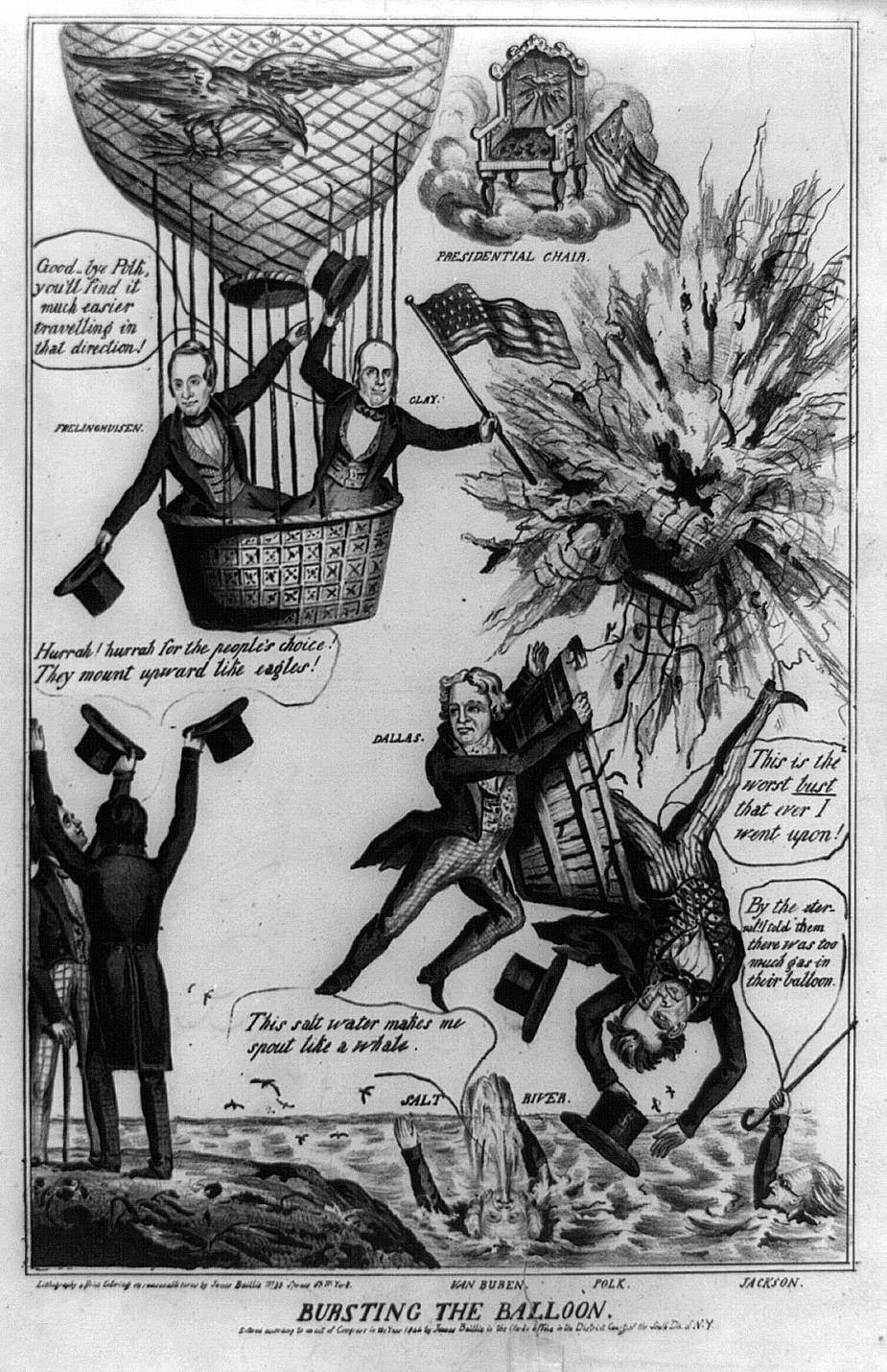
ポークがクレイを敗ったことを表した政治漫画

#### タイラーの脱落
タイラーは夏の大半をニューヨーク市で新しい花嫁とのハネムーンで過ごした。そこにいる間に、タイラーは自分に対する支持が極めて弱いことを発見した。民主党からはアンドリュー・ジャクソンからの手紙も含め、引退の要請を受けていた。タイラーは8月25日頃に選挙戦から撤退するという文書を書き、8月29日には、「ニューハンプシャー・パトリオット&ステート・ガゼット」、「バークシャー郡ホイッグ」および「バーレ・ガゼット」など数紙で報告された。「ニューハンプシャー・パトリオット&ステート・ガゼット」は、タイラーが自分が出ればポークに行く票が二分され、クレイが選ばれてしまう可能性があることを恐れるために撤退すると伝えていた。

#### クレイとポーク
ホイッグ党は当初ポークの比較的知名度のないことを取り上げ、クレイを当選させる選挙運動の一部として「ジェームズ・ポークって誰？」とうたった。
ポークは領土の拡大に関わっておりテキサスの併合に賛成していた。テキサス併合問題に奴隷制擁護という偏見があるという告発を逸らすために、当時アメリカとイギリスが合同で管理していたオレゴン準州全体の獲得要求とテキサス併合を結びつけた。このことは、特にホイッグ党の経済プログラムと比較して非常に人気を呼ぶメッセージであることが分かった。これはさらに、クレイにテキサス併合問題について動かさせ、併合が戦争無しに「公正かつ公平な」条件で成し遂げられるならば結局併合を支持すると言わしめた。

### 結果
選挙は接戦だった。反奴隷制の自由党がぶち壊し屋の役割を果たした。ニューヨーク州ではバーニーが15,800票を獲得したが、これはポークがクレイにつけた差、5,100票よりもかなり大きな数字だった。もしクレイがニューヨーク州を制しておれば選挙人投票では141対134でポークを敗っていた。歴史家の中にはそれ故にクレイのテキサス問題に関する曖昧な態度がニューヨーク州で反奴隷制側に票を流れさせてしまい、選挙全体の結果では民主党に譲ることになったと推測する者もいた。一方、クレイはテキサス問題では賛成を表明するテネシー州で123票の僅差で勝利した。もし彼が率直に反テキサスの立場を採用しておれば、それでテネシー州の13票を失っていたであろうから、結局勝利はポークの懐に転がり込んだことにもなる。
| 大統領選の結果                         |            |            |            |              |                                                   |              |
| 大統領候補者 出身州                    | 党         | 得票数 (a) | 得票率     | 選挙人得票数 | 副大統領候補者 出身州                             | 選挙人得票数 |
| ジェームズ・ポーク テネシー州          | 民主党     | 1,339,494  | 49.5%      | 170          | ジョージ・ダラス ペンシルベニア州                 | 170          |
| ヘンリー・クレイ ケンタッキー州        | ホイッグ党 | 1,300,004  | 48.1%      | 105          | セオドア・フリーリングハイゼン ニュージャージー州 | 105          |
| ジェイムズ・G・バーニー ニューヨーク州 | 自由党     | 62,103     | 2.3%       | 0            | トマス・モリス オハイオ州                         | 0            |
| その他                                 | -          | 2,058      | 0.1%       | 0            | -                                                 | 0            |
| 合計                                   | 合計       | 2,703,659  | 100%       | 275          | -                                                 | 275          |
| 選出必要数                             | 選出必要数 | 選出必要数 | 選出必要数 | 138          | -                                                 | 138          |

(a) 一般選挙の数字にはサウスカロライナ州のものが含まれていない。サウスカロライナ州では一般選挙に拠らず州議会が選挙人を指名した。

## 州ごとの結果
出典: Walter Dean Burnham, Presidential ballots, 1836-1892 (Johns Hopkins University Press, 1955) pp 247–57.
| アラバマ州           | 9   | 37,401           | 58.99            | 9   | 26,002           | 41.01            | -                | 名簿なし         | 名簿なし         | 名簿なし         | 63,403    | AL |  |  |  |  |
| アーカンソー州       | 3   | 9,546            | 63.01            | 3   | 5,604            | 36.99            | -                | 名簿なし         | 名簿なし         | 名簿なし         | 15,150    | AR |  |  |  |  |
| コネチカット州       | 6   | 29,841           | 46.18            | -   | 32,832           | 50.81            | 6                | 1,943            | 3.01             | -                | 64,616    | CT |  |  |  |  |
| デラウェア州         | 3   | 5,970            | 48.75            | -   | 6,271            | 51.20            | 3                | 名簿なし         | 名簿なし         | 名簿なし         | 12,247    | DE |  |  |  |  |
| ジョージア州         | 10  | 44,147           | 51.19            | 10  | 42,100           | 48.81            | -                | 名簿なし         | 名簿なし         | 名簿なし         | 86,247    | GA |  |  |  |  |
| イリノイ州           | 9   | 58,795           | 53.91            | 9   | 45,854           | 42.05            | -                | 3,469            | 3.18             | -                | 109,057   | IL |  |  |  |  |
| インディアナ州       | 12  | 70,181           | 50.07            | 12  | 67,867           | 48.42            | -                | 2,106            | 1.50             | -                | 140,154   | IN |  |  |  |  |
| ケンタッキー州       | 12  | 51,988           | 45.91            | -   | 61,249           | 54.09            | 12               | 名簿なし         | 名簿なし         | 名簿なし         | 116,865   | KY |  |  |  |  |
| ルイジアナ州         | 6   | 13,782           | 51.30            | 6   | 13,083           | 48.70            | -                | 名簿なし         | 名簿なし         | 名簿なし         | 26,865    | LA |  |  |  |  |
| メイン州             | 9   | 45,719           | 53.83            | 9   | 34,378           | 40.48            | -                | 4,836            | 5.69             | -                | 84,933    | ME |  |  |  |  |
| メリーランド州       | 8   | 32,706           | 47.61            | -   | 35,984           | 52.39            | 8                | 名簿なし         | 名簿なし         | 名簿なし         | 68,690    | MD |  |  |  |  |
| マサチューセッツ州   | 12  | 53,039           | 40.17            | -   | 67,062           | 50.79            | 12               | 10,830           | 8.20             | -                | 132,037   | MA |  |  |  |  |
| ミシガン州           | 5   | 27,737           | 49.75            | 5   | 24,375           | 43.72            | -                | 3,639            | 6.53             | -                | 55,751    | MI |  |  |  |  |
| ミシシッピ州         | 6   | 25,846           | 57.43            | 6   | 19,158           | 42.57            | -                | 名簿なし         | 名簿なし         | 名簿なし         | 45,004    | MS |  |  |  |  |
| ミズーリ州           | 7   | 41,322           | 56.98            | 7   | 31,200           | 43.02            | -                | 名簿なし         | 名簿なし         | 名簿なし         | 72,522    | MO |  |  |  |  |
| ニューハンプシャー州 | 6   | 27,160           | 55.22            | 6   | 17,866           | 36.32            | -                | 4,161            | 8.46             | -                | 49,187    | NH |  |  |  |  |
| ニュージャージー州   | 7   | 37,495           | 49.37            | -   | 38,318           | 50.46            | 7                | 131              | 0.17             | -                | 75,944    | NJ |  |  |  |  |
| ニューヨーク州       | 36  | 237,588          | 48.90            | 36  | 232,482          | 47.85            | -                | 15,812           | 3.25             | -                | 485,882   | NY |  |  |  |  |
| ノースカロライナ州   | 11  | 39,287           | 47.61            | -   | 43,232           | 52.39            | 11               | 名簿なし         | 名簿なし         | 名簿なし         | 82,521    | NC |  |  |  |  |
| オハイオ州           | 23  | 149,061          | 47.74            | -   | 155,113          | 49.68            | 23               | 8,050            | 2.58             | -                | 312,224   | OH |  |  |  |  |
| ペンシルベニア州     | 26  | 167,447          | 50.50            | 26  | 161,125          | 48.59            | -                | 3,000            | 0.90             | -                | 331,572   | PA |  |  |  |  |
| ロードアイランド州   | 4   | 4,867            | 39.58            | -   | 7,322            | 59.55            | 4                | 107              | 0.87             | -                | 12,296    | RI |  |  |  |  |
| サウスカロライナ州   | 9   | 一般投票実施せず | 一般投票実施せず | 9   | 一般投票実施せず | 一般投票実施せず | 一般投票実施せず | 一般投票実施せず | 一般投票実施せず | 一般投票実施せず | -         | SC |  |  |  |  |
| テネシー州           | 13  | 59,917           | 49.95            | -   | 60,040           | 50.05            | 13               | 名簿なし         | 名簿なし         | 名簿なし         | 119,957   | TN |  |  |  |  |
| バーモント州         | 6   | 18,049           | 36.96            | -   | 26,780           | 54.84            | 6                | 3,970            | 8.13             | -                | 48,829    | VT |  |  |  |  |
| バージニア州         | 17  | 50,679           | 53.05            | 17  | 44,860           | 46.95            | -                | 名簿なし         | 名簿なし         | 名簿なし         | 95,539    | VA |  |  |  |  |
| 合計:                | 275 | 1,339,570        | 49.54            | 170 | 1,300,157        | 48.09            | 105              | 62,054           | 2.30             | -                | 2,703,864 | US |  |  |  |  |
| 選出必要数:          | 138 |                  |                  |     |                  |                  |                  |                  |                  |                  |           |    |  |  |  |  |

## 選挙人の選出
| 選挙人の選出             |                    |
| 選挙人の選定方法         | 州                 |
| 州議会で選挙人を指名     | サウスカロライナ州 |
| 全州の選挙で選挙人を選出 | その他の州すべて   |

## 選挙の後
ポークの選出でアメリカの大衆が西方への拡張を望んでいることが確認された。テキサス併合はポークがまだ就任もしていない1845年3月1日に正式のものとなった。恐れられていたようにメキシコはこの併合を認めようとせず、1846年に米墨戦争が勃発した。ポークの主要問題であるテキサスが決着したので、オレゴン全土を要求する代わりに、妥協してアメリカとイギリスがブキャナン・パケナム条約を交渉し、オレゴン領土を2国の間で分け合うことになった。